# Осгерби, Энн
Энн Осгерби (англ. Ann Osgerby; род. 20 января 1963, Престон, Северо-Западная Англия) — британская пловчиха, призёр Игр Содружества и Олимпийских игр, участница двух Олимпиад.

## Карьера
На летних Олимпийских играх 1980 года в Москве Осгерби выступала в трёх видах: плавании на 100 и 200 метров баттерфляем и комплексной эстафете 4×100 метров. В двух первых видах Осгерби заняла 4-е и 6-е места соответственно. В комбинированной эстафете британки (Хелен Джеймсон, Маргарет Келли, Энн Осгерби, Джун Крофт) стали серебряными призёрами с результатом 4:12,24 с, уступив сборной ГДР (4:06,67 с — мировой рекорд) и опередив сборную СССР (4:13,61 с).
На следующей Олимпиаде в Лос-Анджелесе Осгерби представляла свою страну в тех же дисциплинах. Первые две дисциплины принесли ей 13-е и 16-е места соответственно. В комплексной эстафете Осгерби участия не принимала, а сборная Британии заняла 4-е место.

## Семья
Её сестра-близнец Жанет Осгерби также занималась плаванием и выступала на Олимпиаде в Москве.